# Єжманкі
Єжманкі (пол. Jerzmanki) — село в Польщі, у гміні Зґожелець Зґожелецького повіту Нижньосілезького воєводства.
Населення — 884 особи (2011).
У 1975-1998 роках село належало до Єленьоґурського воєводства.

## Демографія
Демографічна структура станом на 31 березня 2011 року:
|          | Загалом | Допрацездатний вік | Працездатний вік | Постпрацездатний вік |
| -------- | ------- | ------------------ | ---------------- | -------------------- |
| Чоловіки | 454     | 96                 | 338              | 20                   |
| Жінки    | 430     | 81                 | 276              | 73                   |
| Разом    | 884     | 177                | 614              | 93                   |